# Tramways de l’Indre
| Tramways de l’Indre      | Tramways de l’Indre |
| ------------------------ | ------------------- |
| Bahnhof Graçay, vor 1920 |                     |
| Streckenlänge:           | 182 km              |
| Spurweite:               | 1000 mm (Meterspur) |
| Maximale Neigung:        | 50 ‰                |
| Minimaler Radius:        | 30 m                |
|                          |                     |

Die Tramways de l’Indre (T.I.) waren drei Schmalspurbahnen im französischen Département Indre, die von der Eisenbahngesellschaft Compagnie des Tramways de l’Indre (C.T.I.) betrieben wurden. Mit deren Dampfzügen auf Gleisen der Spurweite 1000 mm (Meterspur) wurde auch die Stadt Vierzon im benachbarten Département Cher erreicht. Der Firmensitz befand sich in Paris, 13 rue Auber. Vorsitzender des Verwaltungsrats war zunächst Georges Tartary.

## Geschichte

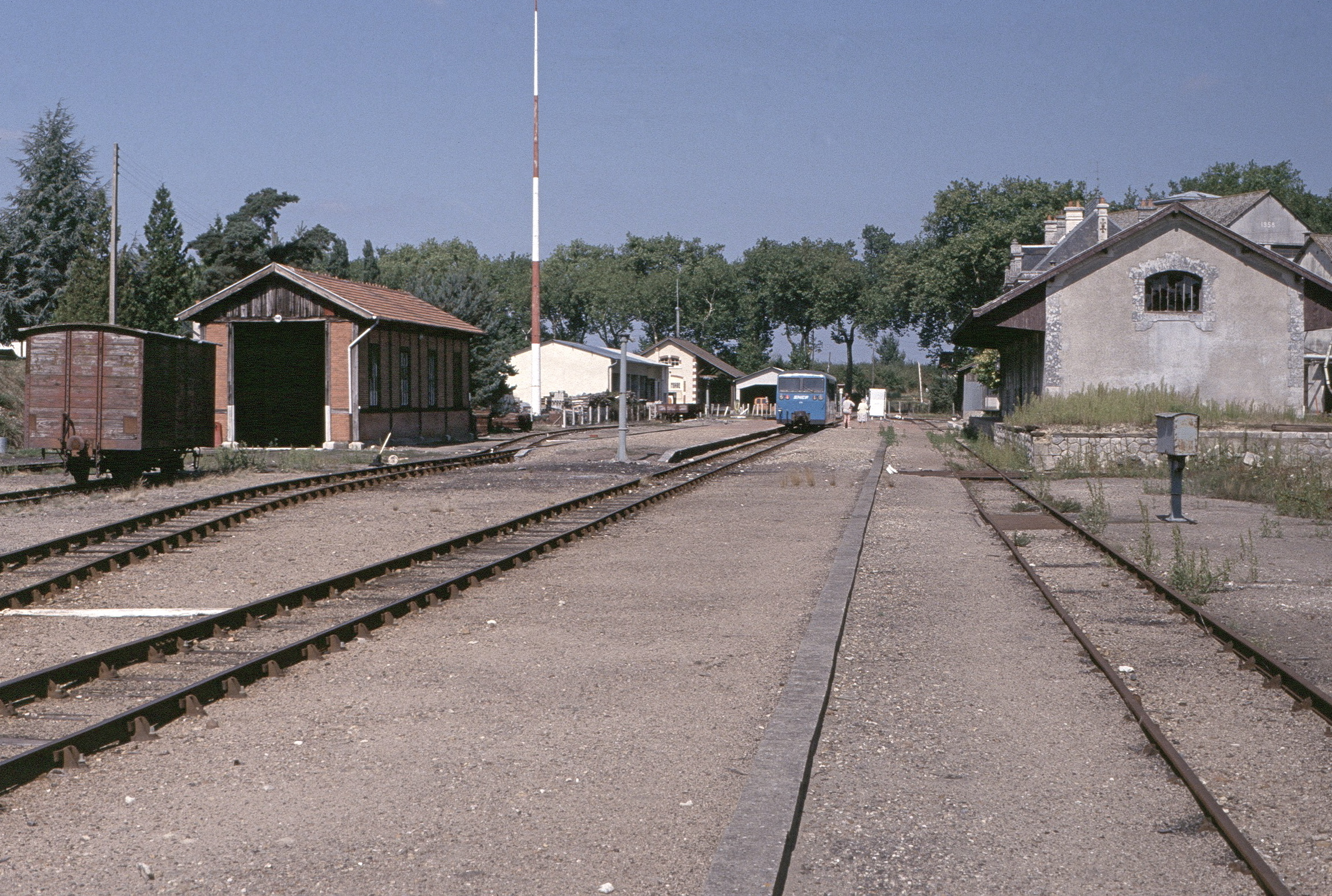
Bahnhof Valençay 1993, hinter dem Triebwagen des Chemin de fer du Blanc-Argent der ehemalige Lokschuppen der T.I.

Le Blanc Ville Basse, Brücke über die Creuse mit Zug der C.T.I., vor 1919

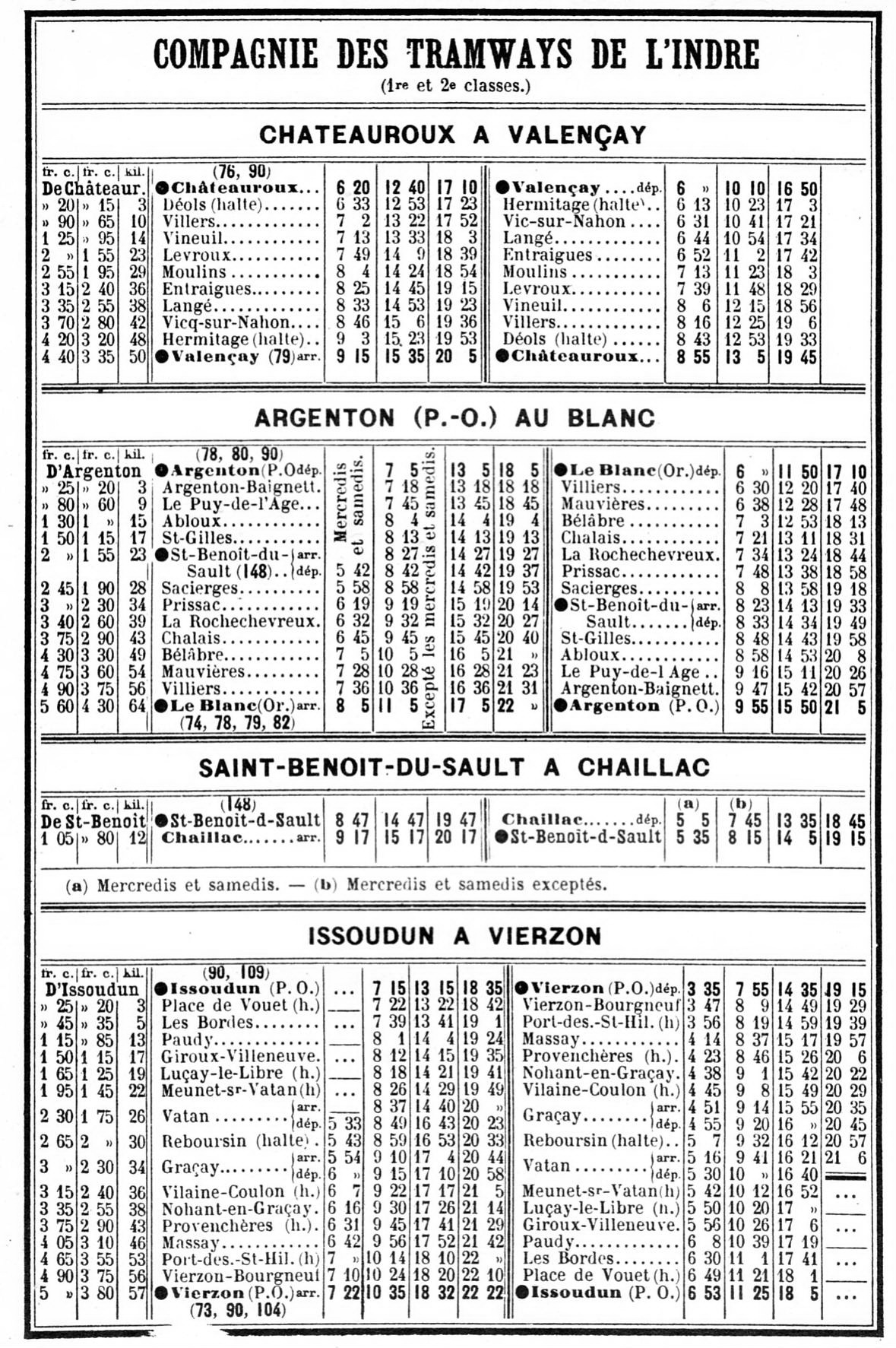
Fahrplan des Jahres 1914

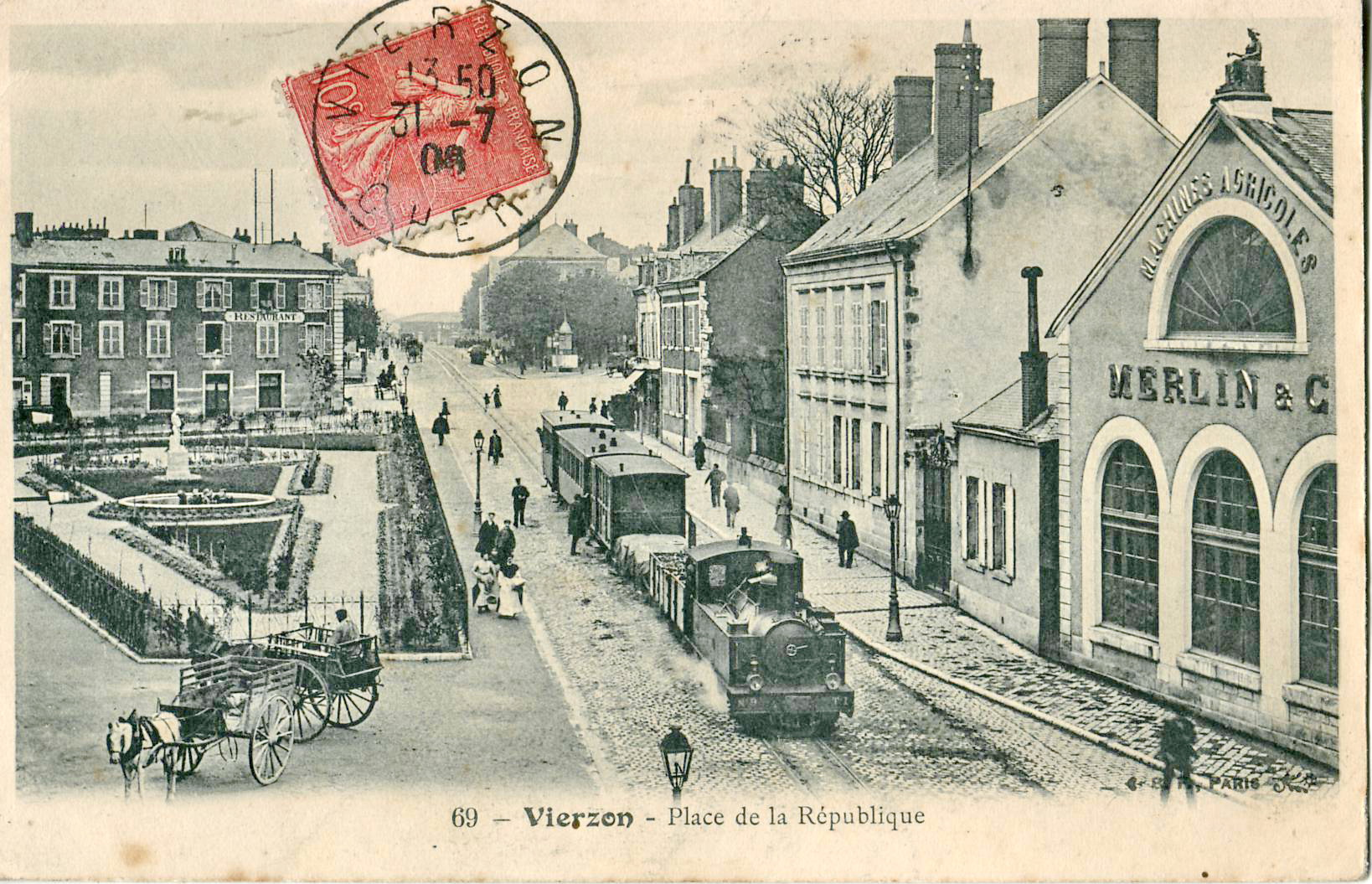
Place de la République in Vierzon, Zug mit Lokomotive n° 9, um 1905

Die für den Bahnbau erforderliche Déclaration d’utilité publique wurde am 12. Juni 1900 ausgesprochen. Am 21. Februar 1901 gab die Compagnie générale de construction de Saint-Denis die Konzession an die Compagnie des Tramways de l’Indre weiter. In der Abtretungsvereinbarung wurde festgelegt, dass das Département die Kosten für die Infrastruktur tragen sollte. Das Betriebsrisiko sollte hingegen vom Betreiber getragen werden.
Die Genehmigung für den Bau des Abschnitts nach Vierzon im östlich benachbarten Département erhielt die C.T.I. am 4. August 1902.
Mit der 23 km langen Strecke von Châteauroux nach Levroux wurde 1902 ein erster Abschnitt eröffnet. Am 12. April 1903 folgte deren Verlängerung um 27 km bis Valençay, wo ein Gemeinschaftsbahnhof mit dem ebenfalls meterspurigen Chemin de fer du Blanc-Argent (B.A.) entstand. Kurz vor diesem Bahnhof musste das Streckengleis des B.A. gekreuzt werden, was zahlreiche Vereinbarungen und Verträge erforderlich machte. Bis zum Jahresende kehrten die Züge daher in Valençay an der provisorischen Endstelle „Tivoli“. Mit dem Abschnitt von Argenton-sur-Creuse nach Saint-Benoît-du-Sault ging am 19. September 1903 eine weitere Strecke in Betrieb, die ab dem 25. Januar 1904 bei einer Gesamtlänge von 64 km weiter bis Le Blanc führte. 1905 erhielt sie einen 11 km langen Abzweig von Saint-Benoît nach Chaillac.
Ab dem 6. März 1904 fuhren Züge von Issoudun nach Vatan, am 1. Juni dann weiter bis Graçay, das bereits im Département Cher liegt. Noch im selben Jahr wurde Vierzon erreicht.
Während des Ersten Weltkriegs wurde der Verkehr stark eingeschränkt. Aufgrund der Requisition von Lokomotiven und Wagen sowie der Mobilisierung von Personal war ab Kriegsausbruch nur noch ein reduziertes Angebot möglich. Infrastruktur und Fahrzeuge konnten nur noch notdürftig unterhalten werden. Nach Kriegsende wurde der Betrieb defizitär, und in den 1930er Jahren verschlechterte sich die finanzielle Lage weiter.
Im November 1936 beschloss der Conseil général (etwa: Départementrat) des Départements Indre die Einstellung der Tramways de l’Indre zum 1. April 1937. Tatsächlich erfolgte sie erst am 15. Mai jenes Jahres, einige Güterzüge und Triebwagen verkehrten sogar noch darüber hinaus. Zu Beginn des Sommers 1938 war die T.I. jedoch weitgehend Geschichte. Lediglich die Strecke von Argenton über Saint-Benoît nach Chaillac blieb, aus militärstrategischen Gründen, für den Transport von Eisenerz aus den Bergwerken von Chaillac und Chéniers vorerst erhalten. Nach dem Waffenstillstand  von Compiègne verlor dieser Verkehr an Bedeutung und wurde nach der Deutschen Besetzung Frankreichs im Zweiten Weltkrieg im September 1940 eingestellt.
26 Kilometer Gleise sowie drei Lokomotiven, drei Personen- und 22 Güterwagen wurden schon 1938 verkauft, um vom Erlös Busse und Zugmaschinen zu finanzieren. Die offizielle Stilllegung der Strecke Argenton–Chaillac wurde bis 1942 hinausgezögert, in der Hoffnung, den Besatzern das Material nicht übergeben zu müssen.

## Strecken

Zug der C.T.I. in Vierzon, Rue de la République

Ab Ende 1904 existierten die folgenden, sämtlich eingleisigen Strecken:
- Châteauroux–Valençay (50 km)
- Argenton-sur-Creuse–Le Blanc (64 km) mit Zweigstrecke Saint-Benoît du Sault–Chaillac (11 km)
- Issoudun–Vierzon (57 km)

In Argenton, Châteauroux, Issoudun, Le Blanc und Vierzon erreichten die Züge die Bahnhöfe des regelspurigen Netzes der P.O., in Le Blanc und Valençay zudem die schmalspurige Bahn des Blanc-Argent.
Die Gleise waren aus Kostengründen bevorzugt im Straßenraum verlegt. Das führte zu Kurven mit minimalen Radien von 30 m und Steigungen von maximal 50 ‰. Die Reisegeschwindigkeiten der Züge waren daher niedrig. Verlegt wurden 18 kg/m schwere Vignolschienen, die auf Schwellen aus Eichenholz ruhten.

## Fahrzeuge

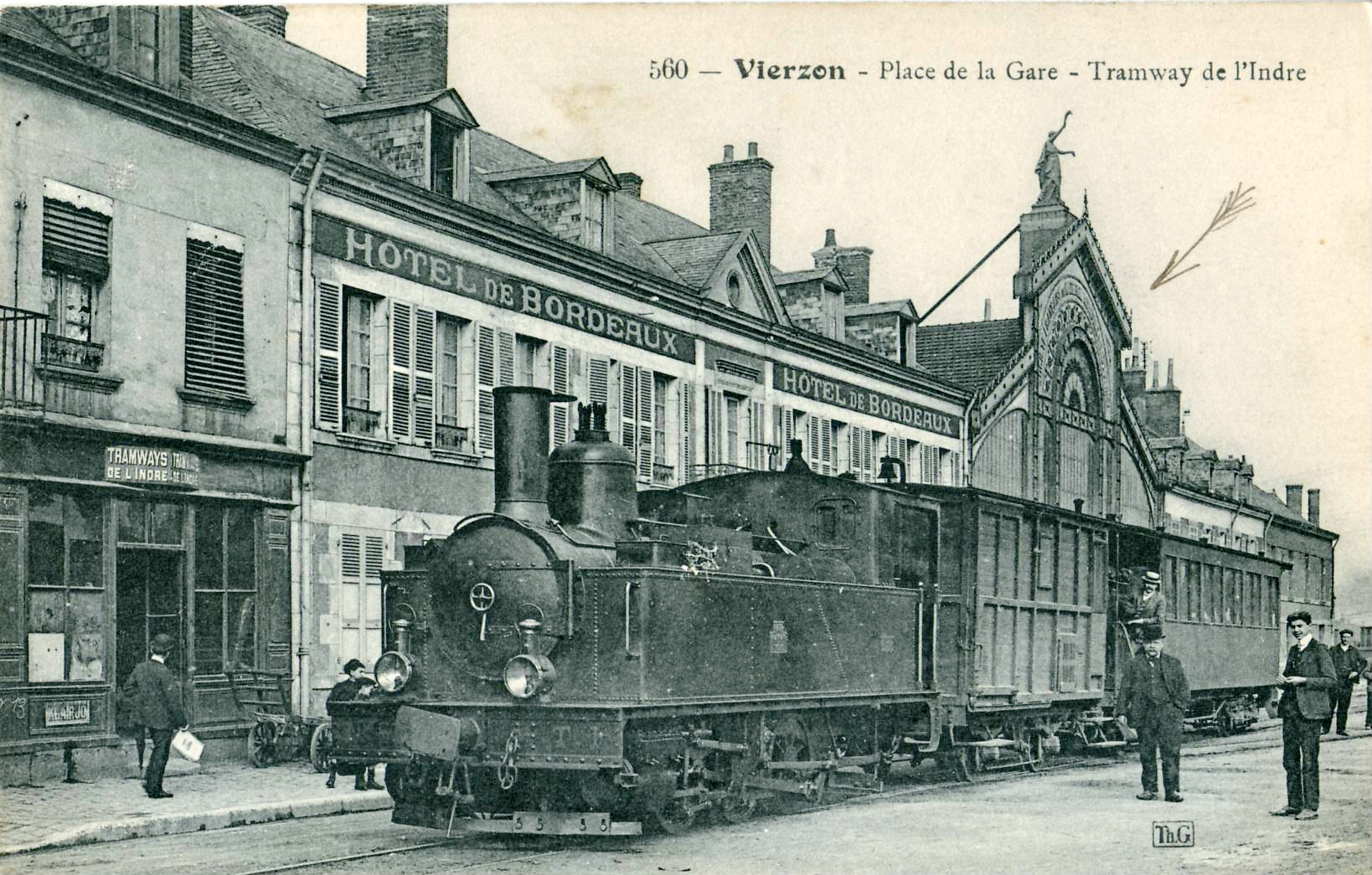
Zug der C.T.I. mit einer Pinguely-Lokomotive auf der Place de la Gare in Vierzon, um 1914

Dampftriebwagen der C.T.I.

Das Lastenheft sah Fahrzeuge von maximal 2,30 m Breite und 3,30 m Höhe vor.
Sämtliche Lokomotiven wurden bei Pinguely in Lyon gebaut, es handelte sich ausnahmslos um Tenderloks der Achsfolge C. Die Maschinen 1 bis 12 der Bauart 107 hatten ein Leergewicht von 17 t, sie entstammten den Baujahren 1901 (Nr. 1–5), 1902 (Nr. 6–9) und 1907 (Nr. 10–12). 1903 wurden drei 20 t schwere Loks der Bauart 117 erworben, die die Betriebsnummern 50 bis 53 erhielten.
Für den Personenverkehr schaffte die Gesellschaft drei Dampftriebwagen von Pinguely an. Die als „Voitures automobiles“ bezeichneten dreiachsigen Fahrzeuge bekamen die Nummern 101 bis 103. Sie waren über Puffer 9750 mm lang und wiesen 27 Sitzplätze in zwei Wagenklassen auf. Die Argenton stationierten Triebwagen enttäuschten jedoch durch ihre geringe Leistung von 55 PS und wurden bereits 1907 abgestellt.